# Liste der Bodendenkmäler in Schrobenhausen
Auf dieser Seite sind die Bodendenkmäler in der oberbayerischen Stadt Schrobenhausen zusammengestellt. Diese Tabelle ist eine Teilliste der Liste der Bodendenkmäler in Bayern. Grundlage ist die Bayerische Denkmalliste, die auf Basis des Bayerischen Denkmalschutzgesetzes vom 1. Oktober 1973 erstmals erstellt wurde und seither durch das Bayerische Landesamt für Denkmalpflege geführt wird. Die folgenden Angaben ersetzen nicht die rechtsverbindliche Auskunft der Denkmalschutzbehörde.

## Bodendenkmäler der Gemeinde Schrobenhausen

### Bodendenkmäler in der Gemarkung Berg im Gau
| Lage                   | Objekt                                                            | Akten-Nr.     | Bild |
| ---------------------- | ----------------------------------------------------------------- | ------------- | ---- |
| Berg im Gau (Standort) | Viereckiges Grabenwerk vor- und frühgeschichtlicher Zeitstellung. | D-1-7333-0101 |      |

### Bodendenkmäler in der Gemarkung Diepoltshofen
| Lage                     | Objekt                       | Akten-Nr.     | Bild |
| ------------------------ | ---------------------------- | ------------- | ---- |
| Diepoltshofen (Standort) | Grabhügel der Hallstattzeit. | D-1-7433-0113 |      |

### Bodendenkmäler in der Gemarkung Edelshausen
| Lage                   | Objekt | Akten-Nr.     | Bild |
| ---------------------- | --- | ------------- | ---- |
| Edelshausen (Standort) | Grabhügel vorgeschichtlicher Zeitstellung.                                                                                | D-1-7333-0079 |      |
| Edelshausen (Standort) | Grabhügel vorgeschichtlicher Zeitstellung.                                                                                | D-1-7333-0080 |      |
| Edelshausen (Standort) | Untertägige spätmittelalterliche und frühneuzeitliche Siedlungsteile im Bereich der Hofwüstung Gaishof.                   | D-1-7333-0081 |      |
| Edelshausen (Standort) | Vorgeschichtliche Siedlung und Gräberfeld mit vorgeschichtlichen Grabhügeln.                                              | D-1-7333-0082 |      |
| Edelshausen (Standort) | Mittelalterliche Vorgängerbauten der Katholischen Pfarrkirche St. Mauritius, hochmittelalterlicher Adelssitz.             | D-1-7333-0095 |      |
| Edelshausen (Standort) | Untertägige Befunde und Funde im Bereich des hochmittelalterlichen bis frühneuzeitlichen Wasserschlosses von Edelshausen. | D-1-7433-0102 |      |

### Bodendenkmäler in der Gemarkung Hagenauer Forst
| Lage                       | Objekt                                     | Akten-Nr.     | Bild |
| -------------------------- | ------------------------------------------ | ------------- | ---- |
| Hagenauer Forst (Standort) | Grabhügel vorgeschichtlicher Zeitstellung. | D-1-7433-0067 |      |
| Hagenauer Forst (Standort) | Grabhügel der Hallstattzeit.               | D-1-7433-0068 |      |
| Hagenauer Forst (Standort) | Grabhügel vorgeschichtlicher Zeitstellung. | D-1-7433-0091 |      |
| Hagenauer Forst (Standort) | Grabhügel vorgeschichtlicher Zeitstellung. | D-1-7433-0092 |      |

### Bodendenkmäler in der Gemarkung Hörzhausen
| Lage                  | Objekt | Akten-Nr.     | Bild |
| --------------------- | --- | ------------- | ---- |
| Hörzhausen (Standort) | Siedlung vor- und frühgeschichtlicher Zeitstellung, wahrscheinlich der Urnenfelderzeit. | D-1-7433-0058 |      |
| Hörzhausen (Standort) | Siedlung vor- und frühgeschichtlicher Zeitstellung. | D-1-7433-0061 |      |
| Hörzhausen (Standort) | Siedlung und Gräberfeld vor- und frühgeschichtlicher Zeitstellung. | D-1-7433-0062 |      |
| Hörzhausen (Standort) | Siedlungen des Neolithikums und der frühen Bronzezeit. | D-1-7433-0065 |      |
| Hörzhausen (Standort) | Siedlung des Neolithikums. | D-1-7433-0069 |      |
| Hörzhausen (Standort) | Untertägige Befunde und Funde im Bereich der neuzeitlichen Katholischen Schutzengelkirche, darunter Spuren von älteren Bauphasen und einem Vorgängerbau. | D-1-7433-0127 |      |
| Hörzhausen (Standort) | Untertägige Befunde und Funde im Bereich der Katholischen Pfarrkirche St. Martin in Hörzhausen, darunter die Spuren von Vorgängerbauten. | D-1-7433-0129 |      |
| Hörzhausen (Standort) | Untertägige Befunde und Funde im Bereich einer abgegangenen kl. Kapelle oder Bildstock. | D-1-7433-0130 |      |
| Hörzhausen (Standort) | Untertägige Befunde und Funde im Bereich des ehemaligen karolingischen Adelssitzes mit der abgegangenen frühmittelalterlichen herrschaftlichen Eigenkirche St. Peter und Paul bzw. Peterskirche, wahrscheinlich mit Spuren von Vorgängerbauten bzw. älteren Bauphasen. | D-1-7433-0131 |      |
| Hörzhausen (Standort) | Untertägige Befunde und Funde im Bereich des abgegangenen mittelalterlichen Schlosses von Hörzhausen. | D-1-7433-0132 |      |

### Bodendenkmäler in der Gemarkung Mühlried
| Lage                | Objekt | Akten-Nr.     | Bild |
| ------------------- | --- | ------------- | ---- |
| Mühlried (Standort) | Grabhügel vorgeschichtlicher Zeitstellung. | D-1-7433-0079 |      |
| Mühlried (Standort) | Mittelalterlich-neuzeitliche Siedlung. | D-1-7433-0080 |      |
| Mühlried (Standort) | Grabhügel vorgeschichtlicher Zeitstellung. | D-1-7433-0083 |      |
| Mühlried (Standort) | Abschnittswall Alte Schanze vor- und frühgeschichtlicher Zeitstellung. | D-1-7433-0084 |      |
| Mühlried (Standort) | Untertägige mittelalterliche und frühneuzeitliche Siedlungsteile im Bereich der abgegangenen Einöde Wöhrhof. | D-1-7433-0086 |      |
| Mühlried (Standort) | Grabhügel vorgeschichtlicher Zeitstellung. | D-1-7433-0093 |      |
| Mühlried (Standort) | Vorgeschichtliche Siedlung. | D-1-7433-0100 |      |
| Mühlried (Standort) | Siedlung des Neolithikums. | D-1-7433-0103 |      |
| Mühlried (Standort) | Untertägige Befunde und Funde im Bereich der Katholischen Filialkirche St. Bernhard in Königslachen, darunter die Spuren von älteren Bauphasen. | D-1-7433-0147 |      |
| Mühlried (Standort) | Untertägige Befunde und Funde im Bereich der Katholischen Filialkirche St. Ursula in Mühlried, darunter die Spuren von Vorgängerbauten und dem abgegangenen mittelalterlich-frühneuzeitlichen Ortsfriedhof.                                                                               | D-1-7433-0148 |      |
| Mühlried (Standort) | Untertägige mittelalterliche und frühneuzeitliche Siedlungsteile im Bereich der abgegangenen Burg Wöhrd bzw. Wöhrhof, darunter die Reste des abgegangenen Kirchleins St. Margareth im Wöhr, Reste von Altstraßen und weitere Besiedlungsspuren vor- und frühgeschichtlicher Zeitstellung. | D-1-7433-0149 |      |
| Mühlried (Standort) | Untertägige Befunde und Funde im Bereich des Burgstalls bzw. der abgegangenen Burg Altenfurt. | D-1-7433-0150 |      |

### Bodendenkmäler in der Gemarkung Peutenhausen
| Lage                    | Objekt                                                          | Akten-Nr.     | Bild |
| ----------------------- | --------------------------------------------------------------- | ------------- | ---- |
| Peutenhausen (Standort) | Siedlung oder Gräber vor- und frühgeschichtlicher Zeitstellung. | D-1-7433-0042 |      |

### Bodendenkmäler in der Gemarkung Sandizell
| Lage                 | Objekt | Akten-Nr.     | Bild |
| -------------------- | --- | ------------- | ---- |
| Sandizell (Standort) | Siedlung vor- und frühgeschichtlicher Zeitstellung. | D-1-7432-0004 |      |
| Sandizell (Standort) | Siedlung vor- und frühgeschichtlicher Zeitstellung. | D-1-7433-0012 |      |
| Sandizell (Standort) | Siedlung vor- und frühgeschichtlicher Zeitstellung. | D-1-7433-0013 |      |
| Sandizell (Standort) | Untertägige Befunde und Funde im Bereich des mittelalterlichen Adelssitzes und frühneuzeitlichen Hofmarkschlosses Sandizell, mit angrenzenden Ökonomiegebäuden und englischem Garten mit Staffagen. | D-1-7433-0057 |      |
| Sandizell (Standort) | Grabhügel vorgeschichtlicher Zeitstellung. | D-1-7433-0124 |      |
| Sandizell (Standort) | Untertägige mittelalterliche und frühneuzeitliche Siedlungsteile im Bereich der abgegangenen Einöde und Mühle Kreuthof.                                                                             | D-1-7433-0125 |      |
| Sandizell (Standort) | Untertägige Befunde und Funde im Bereich der Katholischen Pfarrkirche St. Peter in Sandizell, darunter die Spuren von Vorgängerbauten.                                                              | D-1-7433-0126 |      |

### Bodendenkmäler in der Gemarkung Schrobenhausen
| Lage                      | Objekt | Akten-Nr.     | Bild |
| ------------------------- | --- | ------------- | ---- |
| Schrobenhausen (Standort) | Untertägige Befunde und Funde im Bereich der Katholischen Vorstadtkirche St. Salvator in Schrobenhausen, darunter die Spuren von älteren Bauphasen sowie vielleicht eines Vorgängerbaus.                                                      | D-1-7433-0074 |      |
| Schrobenhausen (Standort) | Mittelalterliche und frühneuzeitliche Befunde im Bereich der befestigten Kernstadt von Schrobenhausen. | D-1-7433-0077 |      |
| Schrobenhausen (Standort) | Untertägige mittelalterliche und frühneuzeitliche Siedlungsteile im Bereich des heutigen Kalvarienberges, darunter die Reste von mindestens einer abgegangenen Hofstelle.                                                                     | D-1-7433-0094 |      |
| Schrobenhausen (Standort) | Gräberfeld der mittleren Latènezeit. | D-1-7433-0095 |      |
| Schrobenhausen (Standort) | Siedlung oder Gräberfeld vor- und frühgeschichtlicher Zeitstellung. | D-1-7433-0096 |      |
| Schrobenhausen (Standort) | Untertägige mittelalterliche und frühneuzeitliche Siedlungsteile im Bereich der Oberen Vorstadt von Schrobenhausen. | D-1-7433-0099 |      |
| Schrobenhausen (Standort) | Untertägige Befunde und Funde im Bereich der spätmittelalterlichen Befestigung des Alten Marktes von Schrobenhausen. | D-1-7433-0133 |      |
| Schrobenhausen (Standort) | Untertägige Befunde und Funde im Bereich der spätmittelalterlichen und frühneuzeitlichen Stadtbefestigung von Schrobenhausen. | D-1-7433-0134 |      |
| Schrobenhausen (Standort) | Untertägige Befunde und Funde im Bereich des abgegangenen Unteren Tores in der Stadtbefestigung von Schrobenhausen. | D-1-7433-0135 |      |
| Schrobenhausen (Standort) | Untertägige Befunde und Funde im Bereich des abgegangenen Oberen Tores in der Stadtbefestigung von Schrobenhausen. | D-1-7433-0136 |      |
| Schrobenhausen (Standort) | Untertägige Befunde und Funde im Bereich des ehemaligen frühneuzeitlichen Pflegschlosses von Schrobenhausen, darunter vielleicht die Spuren der älteren Ansitze aus dem Frühmittelalter und dem 12. Jh.                                       | D-1-7433-0137 |      |
| Schrobenhausen (Standort) | Untertägige Befunde und Funde im Bereich der Katholischen Pfarrkirche St. Jakob mit dem abgegangenen Ortsfriedhof in Schrobenhausen, darunter vielleicht die Spuren von älteren Vorgängerbauten sowie möglicherweise einer älteren Adelsburg. | D-1-7433-0138 |      |
| Schrobenhausen (Standort) | Untertägige Befunde und Funde im Bereich des abgebrochenen spätmittelalterlichen/frühneuzeitlichen Bürgerspitals Hl. Geist. | D-1-7433-0139 |      |
| Schrobenhausen (Standort) | Untertägige Befunde und Funde im Bereich der Katholischen Filialkirche Unserer Lieben Frau in Schrobenhausen, darunter die Spuren von Umbauphasen.                                                                                            | D-1-7433-0140 |      |
| Schrobenhausen (Standort) | Untertägige Befunde und Funde im Bereich des abgebrochenen frühneuzeitlichen Franziskanerklosters mit Allerheiligenkirche von Schrobenhausen.                                                                                                 | D-1-7433-0141 |      |
| Schrobenhausen (Standort) | Untertägige Befunde und Funde im Bereich des abgegangenen frühneuzeitlichen Seuchenfriedhofs. | D-1-7433-0142 |      |
| Schrobenhausen (Standort) | Untertägige Befunde und Funde im Bereich der Kapelle Dreilinden, darunter ein frühneuzeitlicher Vorgängerbau. | D-1-7433-0143 |      |

### Bodendenkmäler in der Gemarkung Steingriff
| Lage                  | Objekt | Akten-Nr.     | Bild |
| --------------------- | --- | ------------- | ---- |
| Steingriff (Standort) | Mittelalterliche und frühneuzeitliche Befunde im Bereich eines abgegangenen mittelalterlichen Burgstalls und der frühneuzeitlichen Katholischen Filialkirche Hl. Dreifaltigkeit in Steingriff. | D-1-7433-0144 |      |
| Steingriff (Standort) | Mittelalterliche und frühneuzeitliche Befunde im Bereich des ehemaligen frühneuzeitlichen Schlosses Steingriff.                                                                                | D-1-7433-0145 |      |
| Steingriff (Standort) | Mittelalterliche und frühneuzeitliche Befunde im Bereich eines abgegangenen Burgstalls mit zugehörigem Wirtschaftshof in Steingriff.                                                           | D-1-7433-0146 |      |
| Steingriff (Standort) | Siedlung des späten Mittelalters. | D-1-7433-0163 |      |

### Bodendenkmäler in der Gemarkung Wangen
| Lage              | Objekt                                                                                               | Akten-Nr.     | Bild |
| ----------------- | --- | ------------- | ---- |
| Wangen (Standort) | Siedlungen der Altheimer Kultur sowie der frühen Bronzezeit und der mittleren bis späten Latènezeit. | D-1-7433-0115 |      |